# 灾难恢复
灾难恢复（Disaster recovery，也称灾备），指自然或人为灾害后，重新启用資訊系统的数据、硬體及软體设备，恢复正常商业运作的过程。灾难恢复规划是涵盖面更广的业务连续规划的一部分，其核心即对企业或机构的灾难性风险做出评估、防范，特别是对关键性业务資料、流程予以及时记录、备份、保护。